# Giro giro tondo
Giro giro tondo è un cortometraggio del 1969 diretto da Corrado Farina.

## Trama
La giornata tipo di una famiglia di un futuro non troppo lontano perfettamente integrata in un sistema visto in modo distopico.